# گونگ میونگ
گونگ میونگ (کره‌ای: 공명؛ زادهٔ کیم دونگ هیون در ۲۶ مه ۱۹۹۴) بازیگر و خوانندهٔ اهل کره جنوبی است. از فیلم‌ها یا سریال‌هایی که وی در آنها ایفای نقش کرده می‌توان به شغل پرخطر، جونگ میونگ (۲۰۱۵)، ملودرام باش (۲۰۱۹) و عاشقان آسمان سرخ (۲۰۲۱) اشاره کرد.

## زندگی شخصی
او یک برادر کوچکتر به نام دویونگ (نام اصلی کیم دو-یونگ) دارد که عضو گروه پسرانهٔ ان‌سی‌تی است.

### خدمت سربازی
در ۵ نوامبر ۲۰۲۱، گزارش شد که گونگ میونگ برای خدمت سربازی، احضاریه دریافت کرده‌است. بعداً در همان روز، آژانس گونگ میونگ اعلام کرد که احضاریه‌ای برای خدمت سربازی وجود ندارد.
گونگ میونگ در ۱۴ دسامبر ۲۰۲۱، بدون اعلام کردن مکان خود برای جلوگیری از گسترش کووید ۱۹، در ارتش ثبت نام کرد.

## فیلم‌شناسی

### فیلم
| سال  | عنوان                   | نقش                    | توضیحات                    | منابع  |
| ---- | ----------------------- | ---------------------- | -------------------------- | ------ |
| ۲۰۱۳ | اگر تو به جای من بودی ۶ | سون جه                 |                            |        |
| ۲۰۱۳ | رودخانه یخی             | سون-جه                 | فیلم کوتاه                 |        |
| ۲۰۱۴ | چیزهای بی‌آینده          | کی-چول                 |                            |        |
| ۲۰۱۴ | دختری در درب من         | افسر پلیس کوان سون-اوه |                            |        |
| ۲۰۱۶ | سو سِک                   | سانگ-وو                |                            | [ ۷ ]  |
| ۲۰۱۹ | شغل پرخطر               | کارآگاه جه-هون         |                            | [ ۸ ]  |
| ۲۰۱۹ | مرد کشنده               | یو سانگ                |                            | [ ۹ ]  |
| ۲۰۱۹ | دستورپخت برای شادی      | نام گونگ جین سو        |                            |        |
| ۲۰۲۲ | دختر قرن بیستم          |                        | حضور افتخاری، فیلم نتفلیکس | [ ۱۰ ] |
| ن/م  | هان‌سان                  | یی اوک‌گی               |                            | [ ۱۱ ] |
| ن/م  | سیتیزن دوک هی           | جه مین                 |                            | [ ۱۲ ] |

### مجموعه‌های تلویزیونی
| سال       | عنوان                 | شبکه     | نقش                        | توضیحات      | منابع  |
| --------- | --------------------- | -------- | -------------------------- | ------------ | ------ |
| ۲۰۱۴      | دراما سیتی: اتاق بومی | کی‌بی‌اس۲  | گونگ میونگ                 | حضور افتخاری |        |
| ۲۰۱۵      | جونگ میونگ            | ام‌بی‌سی   | جا گیونگ                   |              | [ ۱۳ ] |
| ۲۰۱۵–۲۰۱۶ | زیبایی تو             | ام‌بی‌سی   | چا ته-وو                   |              | [ ۱۴ ] |
| ۲۰۱۶      | سال اولی اسرار آمیز   | اس‌بی‌اس   | لی مین-سونگ                | درام ویژه    | [ ۱۵ ] |
| ۲۰۱۶      | انترتینر              | اس‌بی‌اس   | کایل / لی بانگ-گول         |              | [ ۱۶ ] |
| ۲۰۱۶      | تنها نوشیدن           | تی‌وی‌ان   | جین گونگ-میونگ             |              | [ ۱۷ ] |
| ۲۰۱۷      | تنهای خوشحال          | کی‌بی‌اس۲  | بیوک-سو                    | درام دو بخشی | [ ۱۸ ] |
| ۲۰۱۷      | عروس هابک             | تی‌وی‌ان   | بی-ریوم                    |              | [ ۱۹ ] |
| ۲۰۱۷      | عشق انقلابی           | تی‌وی‌ان   | کوان جه-هون                |              | [ ۲۰ ] |
| ۲۰۱۸      | حس خوب برای مردن      | کی‌بی‌اس۲  | کانگ جون-هو                |              | [ ۲۱ ] |
| ۲۰۱۹      | ملودرام باش           | جی‌تی‌بی‌سی | چو جه-هون                  |              | [ ۲۲ ] |
| ۲۰۲۰      | دستورپخت برای شادی    | جی‌تی‌بی‌سی | نام‌گونگ جین-سو             |              | [ ۲۳ ] |
| ۲۰۲۱      | عاشقان آسمان سرخ      | اس‌بی‌اس   | شاهزاده یانگ‌میونگ (یی یول) |              | [ ۲۴ ] |

### مجموعه‌های اینترنتی
| سال  | عنوان                     | پلتفرم        | نقش         | منابع  |
| ---- | ------------------------- | ------------- | ----------- | ------ |
| ۲۰۱۳ | پس از مدرسه: Lucky or Not | بی تی‌وی / نیت | گونگ میونگ  | [ ۲۵ ] |
| ۲۰۱۳ | اینفینیت پاور             | سامسونگ       | هان سو-دونگ | [ ۲۶ ] |
| ۲۰۱۸ | مغز، انتخاب عاشقانهٔ تو    | اکسوسو        | ال          | [ ۲۷ ] |